# 亞納科查湖 (瓦曼吉利亞區)
12°57′09″S 74°07′10″W / 12.95250°S 74.11944°W

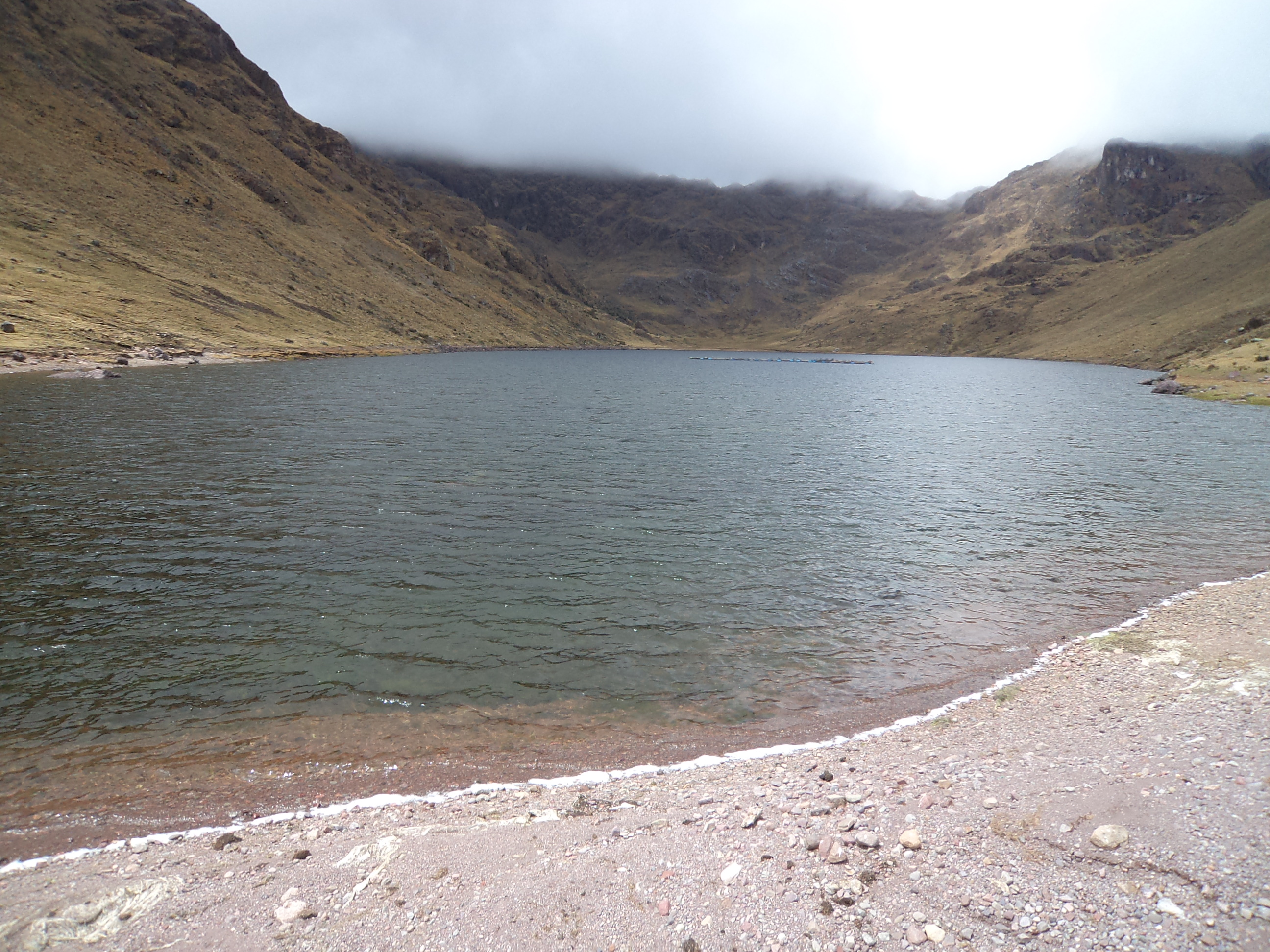

亞納科查湖（Yanaqucha），是秘魯的湖泊，位於該國中南部阿亞庫喬大區，由萬塔省的瓦曼吉利亞區負責管轄，長0.9公里、寬0.29公里，海拔高度4,091米。